# Sporting Clube de Portugal (féminines)
Maillots
Actualités
Dernière mise à jour : 17 octobre 2024.
Le Sporting Clube de Portugal est la section féminine du club omnisports portugais basé à Lisbonne.

## Histoire
Le Sporting CP créé une section féminine en 1991, mais cesse son activité quatre années plus tard. En 2016, le club retourne dans le football féminin, la nouvelle équipe est admise d'emblée en première division. Dès sa première saison le club réalise le triplé championnat, coupe et Supercoupe en restant invaincu.
La saison suivante le Sporting CP défend son titre en réalisant le doublé championnat et coupe, toujours en restant invaincu. Il ne sera battu qu'en finale de la Supercoupe 2018 après les tirs au but. 
En Ligue des champions féminine de l'UEFA, le Sporting termine deuxième de son groupe de qualification en 2017, comme en 2018, échouant de peu à se qualifier en terminant 3e meilleur deuxième de poule (les deux premiers sont qualifiés pour les seizièmes de finale).

### Dates clés
- 1991 : Création de la section féminine de football du Sporting
- 1995 : Fin de la section féminine
- 2016 : Réactivation de la section féminine
- 2017 : Champion du Portugal du Campeonato Nacional Feminino, vainqueur de la Coupe du Portugal et vainqueur de la Supercoupe du Portugal
- 2018 : Champion du Portugal du Campeonato Nacional Feminino, vainqueur de la Coupe du Portugal et finaliste de la Supercoupe du Portugal. Premier match en Ligue des champions féminine
- 2019 : Vice-champion du Portugal du Campeonato Nacional Feminino

## Résultats sportifs

### Palmarès
Le tableau suivant liste le palmarès du club actualisé à l'issue de la saison 2023-2024 dans les différentes compétitions officielles aux niveaux national, international et régional.
| Compétitions nationales | Compétitions internationales                                                                    | Compétitions régionales                           |
| - Championnat du Portugal (2) - Champion : 2017 et 2018. - Vice-champion : 2019, 2021, 2022, 2023, 2024 et 2025. - Coupe du Portugal (3) - Vainqueur : 2017, 2018 et 2022. - Coupe de la Ligue portugaise (0) - Finaliste : 2021, 2024 et 2025. - Supercoupe du Portugal (3) - Vainqueur : 2017, 2021 et 2024. - Finaliste : 2018 et 2023. | - Ligue des champions (0) - Meilleure performance : Phase de qualification (2017-18 et 2018-19) | - Championnat de l'AF Lisbonne (?) - Champion : ? |

### Bilan saison par saison
Le tableau suivant retrace le parcours de la section féminine depuis sa création en 1991.
| Édition   | Division 1                   | Division 2                   | Divisions régionales         | Coupe du Portugal            | Supercoupe du Portugal       | Coupe de la Ligue             | Coupes Européennes                         |
| 1991-1992 | 3e                           | Championnat inexistant       | -                            | Coupe inexistante            | Supercoupe inexistante       | Coupe de la Ligue inexistante | Coupes Européennes inexistantes            |
| 1992-1993 | 3e                           | Championnat inexistant       | -                            | Coupe inexistante            | Supercoupe inexistante       | Coupe de la Ligue inexistante | Coupes Européennes inexistantes            |
| 1993-1994 | 4e                           | Championnat inexistant       | -                            | Coupe inexistante            | Supercoupe inexistante       | Coupe de la Ligue inexistante | Coupes Européennes inexistantes            |
| 1994-1995 | 4e                           | Championnat inexistant       | -                            | Coupe inexistante            | Supercoupe inexistante       | Coupe de la Ligue inexistante | Coupes Européennes inexistantes            |
| 1995-2016 | Arrêt de la section féminine | Arrêt de la section féminine | Arrêt de la section féminine | Arrêt de la section féminine | Arrêt de la section féminine | Arrêt de la section féminine  | Arrêt de la section féminine               |
| 2016-2017 | Vainqueur                    | -                            | -                            | Vainqueur                    | Vainqueur                    | Coupe de la Ligue inexistante | -                                          |
| 2017-2018 | Vainqueur                    | -                            | -                            | Vainqueur                    | Finaliste                    | Coupe de la Ligue inexistante | Phase de qualification Ligue des champions |
| 2018-2019 | 2e                           | -                            | -                            | 1/8e de finale               | -                            | Coupe de la Ligue inexistante | Phase de qualification Ligue des champions |
| 2019-2020 | Compétition annulée          | Compétition annulée          | Compétition annulée          | 1/8e de finale               | Compétition annulée          | 3e                            | -                                          |
| 2020-2021 | 2e                           | -                            | -                            | 1/16e de finale              | Vainqueur                    | Finaliste                     | -                                          |
| 2021-2022 | 2e                           | -                            | -                            | Vainqueur                    | Vainqueur                    | 1/2 finale                    | -                                          |
| 2022-2023 | 2e                           | -                            | -                            | 1/4 de finale                | Finaliste                    | 1/2 finale                    | -                                          |
| 2023-2024 | 2e                           | -                            | -                            | 1/2 finale                   | Finaliste                    | Finaliste                     | -                                          |
| 2024-2025 | -                            | -                            | -                            | -                            | Vainqueur                    | -                             | -                                          |

## Statistiques

### Parcours européen

#### 2017-2018
Ligue des championnes, Groupe 8 :
|   | Tour             | Date         | Club          | Résultat | Club            |
| - | ---------------- | ------------ | ------------- | -------- | --------------- |
| 1 | Phase de groupes | 22 août 2017 | BIIK Kazygurt | 2 - 1    | Sporting CP     |
| 2 | Phase de groupes | 25 août 2017 | Sporting CP   | 2 - 0    | MTK Hungária FC |
| 3 | Phase de groupes | 28 août 2017 | KF Hajvalia   | 1 - 4    | Sporting CP     |

#### 2018-2019
Ligue des championnes, Groupe 10 :
|   | Tour             | Date         | Club            | Résultat | Club        |
| - | ---------------- | ------------ | --------------- | -------- | ----------- |
| 1 | Phase de groupes | 7 août 2018  | Avaldsnes IL    | 3 - 2    | Sporting CP |
| 2 | Phase de groupes | 10 août 2018 | Sporting CP     | 3 - 0    | ŽNK Osijek  |
| 3 | Phase de groupes | 13 août 2018 | ŽFK Dragon 2014 | 0 - 4    | Sporting CP |

#### 2024-2025
Ligue des championnes :
|   | Tour                           | Date              | Club                 | Résultat | Club        |
| - | ------------------------------ | ----------------- | -------------------- | -------- | ----------- |
| 1 | Premier tour de qualification  | 4 septembre 2024  | Eintracht Francfort  | 0 - 2    | Sporting CP |
| 2 | Premier tour de qualification  | 7 septembre 2024  | Breiðablik Kópavogur | 0 - 2    | Sporting CP |
| 3 | Deuxième tour de qualification | 18 septembre 2024 | Real Madrid          | 2 - 1    | Sporting CP |
| 4 | Deuxième tour de qualification | 25 septembre 2024 | Real Madrid          | 3 - 1    | Sporting CP |

#### Bilan
Mise à jour le 19/09/2024
- 10 matchs en Coupes d'Europe.

| Coupe                         | Matchs Joués | Victoires | Nuls | Défaites | Buts marqués | Buts encaissés |
| Ligue des championnes 2017-18 | 3            | 2         | 0    | 1        | 7            | 3              |
| Ligue des championnes 2018-19 | 3            | 2         | 0    | 1        | 9            | 3              |
| Ligue des championnes 2024-25 | 4            | 2         | 0    | 2        | 6            | 5              |
| TOTAL                         | 10           | 6         | 0    | 4        | 22           | 11             |

#### Buteuses
| Noms              | Buts marqués | Matches joués | Moy. B/M |
| Diana Silva       | 5            | 10            | 0,50     |
| Ana Borges        | 3            | 10            | 0,30     |
| Telma Encarnação  | 2            | 4             | 0,50     |
| Ana Leite         | 2            | 3             | 0,67     |
| Sharon Wojcik     | 2            | 3             | 0,67     |
| Tatiana Pinto     | 2            | 6             | 0,33     |
| Ana Capeta        | 2            | 7             | 0,28     |
| Rita Fontemanha   | 1            | 3             | 0,33     |
| Cláudia Neto      | 1            | 4             | 0,25     |
| Andreia Bravo     | 1            | 4             | 0,25     |
| Solange Carvalhas | 1            | 5             | 0,20     |
| TOTAL             | 22           | 10            | 2,00     |

Au 25 septembre 2024

#### Adversaires européens
| - Eintracht Francfort - Real Madrid - ŽNK Osijek - MTK Hungária FC - Breiðablik Kópavogur - BIIK Kazygurt - KF Hajvalia - ŽFK Dragon 2014 - Avaldsnes IL |

## Personnalités du club

### Historique des présidents
- José de Sousa Cintra (Président du club) 1er juillet 1989-2 juin 1995
  -  Álvaro Fonseca (Directeur de la section féminine) 1991-1992
  -  Leopoldo Santos (Directeur de la section féminine) 1992-1993
  -  Rui Garção (Directeur de la section féminine) et  Fernando Costa (Directeur de la section féminine) 1993-1994
  -  Rui Garção (Directeur de la section féminine) 1994-1995

- Bruno de Carvalho (Président du club) 27 mars 2013-23 juin 2018
  -  Virgílio Lopes (Directeur de la section féminine) et  Raquel Sampaio (Directrice de la section féminine) 2016-2018

- Artur Torres Pereira (Président du club) 23 juin 2018-9 septembre 2018
  -  Raquel Sampaio (Directrice de la section féminine) 2018

- Frederico Varandas (Président du club) 9 septembre 2018-
  -  Raquel Sampaio (Directrice de la section féminine) 2018-octobre 2018
  -  Filipe Vedor (Directeur de la section féminine) octobre 2018-2020

### Entraîneurs
| Entraîneur         | Période               | Titres | Matchs dirigés | Victoires | Nuls | Défaites | % victoires |
| ------------------ | --------------------- | ------ | -------------- | --------- | ---- | -------- | ----------- |
| Diamantino Batista | 1991-1992             | 0      | 28             | 17        | 4    | 7        | 60,71 %     |
| Mário Romeo        | 1992-10 mai 1993      | 0      | 15             | 14        | 0    | 1        | 93,33 %     |
| Ricardo Cravo      | 10 mai 1993-juin 1995 | 0      | 49             | 27        | 8    | 14       | 55,10 %     |
| Nuno Cristóvão     | 2016-2019             | 5      | 91             | 80        | 6    | 5        | 87,91 %     |
| Susana Cova        | 2019-2021             | 0      | 46             | 38        | 2    | 6        | 82,61 %     |
| Mariana Cabral*    | 2021-2024             | 3      | 101            | 72        | 11   | 18       | 71.29 %     |
| Micael Sequeira    | 2024-                 | 0      | 0              | 0         | 0    | 0        | 0 %         |

- Au 17/10/2024

### Meilleures buteuses par saison
Ce tableau présente les meilleures buteuses du Sporting Clube de Portugal à l'issue de chaque saison (toutes compétitions confondues). 
| Saison    | Joueuse           | Buts |
| --------- | ----------------- | ---- |
| 1991-1992 | Carla Couto       | 31   |
| 1992-1993 | Carla Couto       | 37   |
| 1993-1994 | -                 | -    |
| 1994-1995 | Carla Leão        | 30   |
| 2016-2017 | Solange Carvalhas | 37   |
| 2017-2018 | Diana Silva       | 35   |
| 2018-2019 | Ana Capeta        | 29   |
| 2019-2020 | Raquel Fernandes  | 18   |
| 2020-2021 | Raquel Fernandes  | 18   |
| 2021-2022 | Diana Silva       | 22   |
| 2022-2023 | Diana Silva       | 17   |
| 2023-2024 | Olivia Smith      | 16   |
| 2024-2025 |                   |      |

## Rivalités
Le club dispute le derby de Lisbonne face au Benfica.